# Ilja Nikolajewitsch Uljanow

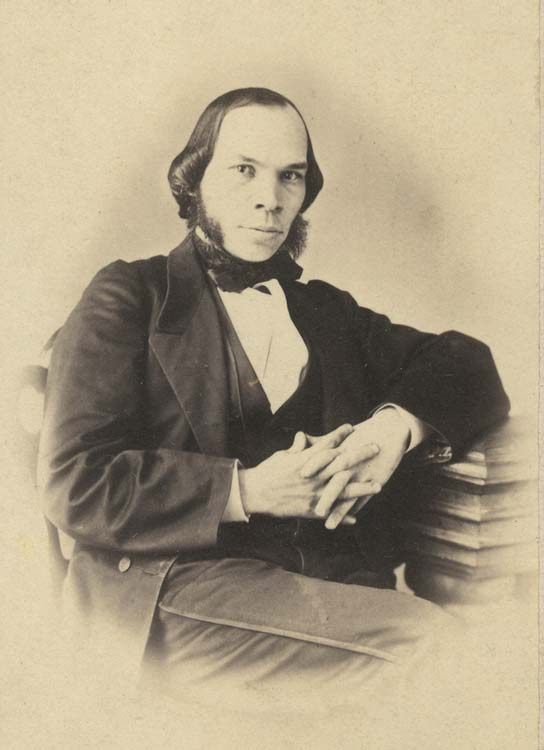
Ilja Nikolajewitsch Uljanow

Ilja Nikolajewitsch Uljanow (* 19. Julijul. / 31. Juli 1831greg. in Astrachan; † 12. Januarjul. / 24. Januar 1886greg. in Simbirsk) war der Vater von Alexander Iljitsch Uljanow und Wladimir Iljitsch Lenin. Er war Mathematik- und Physiklehrer.

## Leben
Uljanow entstammte einer armen kleinbürgerlichen Familie kalmückisch-russischer Abstammung aus Astrachan. Trotz seiner Armut gelang es ihm 1854, die Kasaner Universität zu absolvieren. Uljanow unterrichtete in Pensa und Nischni Nowgorod Mathematik und Physik an höheren Schulen. Für seinen langjährigen Dienst erhielt er den Orden des Heiligen Wladimir 3. Klasse und wurde 1882 zum Wirklichen Staatsrat (4. Zivilklasse der Rangtabelle) ernannt, womit seine Erhebung in den erblichen russischen Adelsstand verbunden war.
Im Jahr 1863 heiratete er Marija Alexandrowna Blank. 1869 gab Uljanow die Lehrtätigkeit auf, wurde zuerst Inspektor und später Direktor der Volksschulen des Gouvernements Simbirsk. In den fast 20 Jahren seiner Tätigkeit stieg die Zahl der Schulen im Gouvernement Simbirsk bedeutend an. Er bildete viele, als fortschrittlich geltende Lehrer aus, die „Uljanower“ genannt wurden.